# Reprezentacja Portugalii na Mistrzostwach Świata w Narciarstwie Klasycznym 2005
Reprezentacja Portugalii na Mistrzostwach Świata w Narciarstwie Klasycznym 2005 w Oberstdorfie liczyła jednego zawodnika. Był nim biegacz narciarski, Danny Silva. 

## Wyniki

### Biegi narciarskie

#### Mężczyźni
Sprint
- Danny Silva - 88. miejsce

15 km stylem dowolnym
- Danny Silva - 119. miejsce

50 km stylem klasycznym
- Danny Silva - nie ukończył